# Chocques Military Cemetery
Le Chocques Military Cemetery est un cimetière de la Première Guerre mondiale situé à Chocques dans le département français du Pas-de-Calais. Le cimetière est entretenu par la Commonwealth War Graves Commission.

## Sépultures
| Pays           | Sépultures |
| -------------- | ---------- |
| Royaume-Uni    | 1 709      |
| Canada         | 51         |
| Afrique du Sud | 4          |
| Inde           | 36         |
| Allemagne      | 82         |
| Total          | 1 882      |

## Pour approfondir